# True Story España
True Story España es un programa de televisión de comedia. Se trata de la adaptación española de un programa australiano. Se estrenó el 11 de noviembre de 2022 en Amazon Prime Video. El formato está dirigido por Secun de la Rosa en la parte de ficción y presentado por Ana Morgade y Arturo Valls.

## Formato
Un grupo de famosos cuenta con todo lujo de detalles y precisión una historia que cobrará vida a través de una recreación cinematográfica.

## Equipo

### Presentadores
| Prime Video  | Prime Video |
| Ediciones    | 1.ª         |
| Año          | 2022        |
| ------------ | ----------- |
| Ana Morgade  |             |
| Arturo Valls |             |

## True Story España (2022)
El 27 de enero de 2022 se anunció que se estaba preparando la primera temporada del formato presentada por Ana Morgade y Arturo Valls. Más tarde se publicó que los protagonistas de las historías serían Antonio Orozco, Paula Echevarría, Pepe Reina, Lola Índigo, Julio Iglesias, Jr. y Martita de Graná.
En marzo de ese mismo año se confirmaron las participaciones de Pablo Puyol, Pepa Rus, Chenoa, y Vanesa Romero, entre otros, en las recreaciones de ficción.

### Participantes
| Nombre              | Procedencia             | Edad    | Profesión                   | Información |
| ------------------- | ----------------------- | ------- | --------------------------- | ----------- |
| Pepe Reina          | Madrid                  | 40 años | Futbolista                  | Programa 1  |
| Antonio Orozco      | Hospitalet de Llobregat | 49 años | Cantante                    | Programa 2  |
| Martita de Graná    | Granada                 | 33 años | Influencer                  | Programa 3  |
| Lola Índigo         | Huétor Tájar            | 30 años | Cantante y bailarina        | Programa 4  |
| Julio Iglesias, Jr. | Madrid                  | 49 años | Cantante y modelo           | Programa 5  |
| Paula Echevarría    | Candás                  | 45 años | Actriz, modelo e influencer | Programa 6  |

### Reparto
- Pablo Puyol – Pepe Reina (Episodio 1)
- Vanesa Romero – Yolanda Ruiz (Episodio 1)
- Lander Otaola – Gasolinero (Episodio 1)
- Joe Manjón – Inspector jefe (Episodio 1)
- Rasel Abad – Futbolista (Episodio 1)
- Adrián Randle – Hombre gabardina (Episodio 1)
- Iván del Álamo – John ladrón (Episodio 1)
- Oliver Eynon – Paul ladrón (Episodio 1)
- Raúl Jiménez – Antonio Orozco (Episodio 2)
- Xavi Melero – Primo de Antonio (Episodio 2)
- Diego París – Juli (Episodio 2)
- Paco Churruca – Cliente bar (Episodio 2)
- Itziar Castro – Directora programa 1 (Episodio 2)
- Sandra Collantes – Directora programa 2 (Episodio 2)
- Irene Gómez – Camarera fan 1 (Episodio 2)
- Ksenia Guinea – Camarera fan 2 (Episodio 2)
- Rulo Pardo – Maitre (Episodio 2)
- Chenoa – María Antonia (Episodio 2)
- Betsy Túrnez – Marimar (Episodio 2)
- Aitor Merino – Presidente discográfica (Episodio 2)
- Benja de la Rosa – Dueño del bar (Episodio 2)
- Alejandro Tous - Julio Iglesias (Episodio 5)
- Álvaro Requena - Julio Iglesias Jr. (Episodio 5)

### Episodios
| Fecha      | Características del programa                 |
| ---------- | -------------------------------------------- |
| 11/11/2022 | Programa 1 / Anécdota de Pepe Reina          |
| 11/11/2022 | Programa 2 / Anécdota de Antonio Orozco      |
| 11/11/2022 | Programa 3 / Anécdota de Martita de Graná    |
| 11/11/2022 | Programa 4 / Anécdota de Lola Índigo         |
| 11/11/2022 | Programa 5 / Anécdota de Julio Iglesias, Jr. |
| 11/11/2022 | Programa 6 / Anécdota de Paula Echevarría    |